# Alicia Coppola
Alicia Coppola (ur. 12 kwietnia 1968) – amerykańska aktorka.

## Życiorys

### Życie prywatne
Alicia Coppola urodziła się w Huntington w stanie Nowy Jork. W 1990 roku ukończyła studia na Uniwersytecie Nowojorskim. Nie jest spokrewniona z reżyserem Francisem Fordem Coppolą ani z jego córką Sofią Coppolą, czy jej kuzynem Nicolasem Cage’em. Jest siostrą producenta filmowego Matthew Coppoli i kuzynką Denise Di Novi. Jest żoną Anthony’ego „Tony’ego” Jonesa, z którym ma trzy córki: Mile Rose Jones urodzoną w 2002 roku, Esmę Marlenę Jones urodzoną 7 listopada 2008 oraz Gretę Helenę Jones urodzoną 22 lutego 2010 roku.

### Kariera
Alicia Coppola rozpoczęła karierę telewizyjną jako hostessa w programie MTV Remote Control. W 1991 zagrała czarny charakter, Lornę Devon, w operze mydlanej Inny świat. Grała tę rolę do 1994 roku. Inne role telewizyjne to m.in.: rola w serialu Trinity (1998–1999), w amerykańskiej wersji brytyjskiego serialu Cold Feet (1999) oraz w serialu Bull (2000).
Pojawiła się także w roli porucznik Stadi w odcinku pilotażowym serialu Star Trek: Voyager, zagrała morderczynię w CSI: Kryminalne zagadki Las Vegas oraz pojawiła się w serialu JAG i Agenci NCIS w roli prawnika wojskowego. W 2005 roku zagrała seryjną morderczynię w serialu Crossing Jordan. Wystąpiła również w serialu American Dreams.
Alicia Coppola zagrała rolę Azary, muzułmańskiej agentki pracującej w CTU, w serialu 24 godziny. Wszystkie 4 sceny z jej udziałem zostały wycięte z odcinka, jednak znalazły się w dodatkach na płycie DVD z czwartą serią serialu.
Pod koniec 2006 roku zaczęła występować w serialu Jerycho. W 2007 wystąpiła w filmie Skarb narodów: Księga tajemnic.